# Моисеев, Николай Дмитриевич (астроном)
Никола́й Дми́триевич Моисе́ев (3 [16] декабря 1902, Пермь — 6 декабря 1955, Москва) — советский астроном, механик, историк науки. Зять биолога А. Г. Генкеля.

## Биография
Родился 3 (16) декабря 1902 года в Перми. Отец — Дмитрий Сергеевич Моисеев (1875—1919), был в то время капитаном корабля на Амуре, а с 1904 года, после оставления службы, работал в Перми фотографом. Мать — Лидия Павловна Моисеева (1875—1952) была швеёй. 
Учился в Пермской гимназии, которую окончил в 1919 году. В том же году он поступил на физико-математический факультет Пермского университета и, одновременно работал в университете лаборантом. В университете являлся учеником А. А. Фридмана. Летом 1922 года перевёлся в Московский университет, который и окончил в 1924 году по специальности астрономия. С момента переезда в Москву (с 1922 года) работал  в Государственном астрофизическом институте, вошедшем в 1931 году в состав ГАИШ, в котором он впоследствии — в 1939—1943 годы — был директором.
В 1929 году защитил при ГАИШ кандидатскую диссертацию «О некоторых основных вопросах теории происхождения комет, метеоров и космической пыли». В ноябре 1935 года по совокупности научных трудов Высшая Аттестационная Комиссия при Наркомпросе РСФСР присвоила ему учёную степень доктора; тогда же он получил и звание профессора астрономии. В 1938—1955 годы был заведующим кафедрой небесной механики МГУ; одновременно в 1929—1947 годы — профессор кафедры математики Военно-воздушной академии имени Жуковского, последнее воинское звание — инженер-полковник. С 1947 года до конца жизни работал по совместительству в конструкторском бюро Королёва, где был научным руководителем отдела баллистики. В Московском университете Н. Д. Моисеев в течение многих лет читал лекции по небесной механике, теории возмущений, качественным методам небесной механики, динамической космогонии и истории механики.
Под руководством Моисеева накануне войны разрабатывалась теория орбитальной устойчивости движения, которая способствовала обоснованию теории точности артиллерийской стрельбы и устойчивости движения самолётов. В 1940 году Моисеевым было разработано построение областей сплошной устойчивости для планирующего самолёта.
После начала Великой Отечественной войны в октябре 1941 года под руководством Моисеева была осуществлена эвакуация Государственного астрономического института в Свердловск. Под руководством Моисеева группа сотрудников ГАИШ составила инструкцию «Как определить направление и время по Солнцу и звёздам», предназначенную для бойцов Советской Армии. Уже в сентябре 1941 года она вышла тиражом в 200 тыс. экземпляров, а в январе 1942 года было осуществлено второе издание этой инструкции карманного формата тиражом в 50 тыс. экземпляров.
Умер 6 декабря 1955 года. Похоронен на Ваганьковском кладбище.

## Публикации
Ещё в студенческие годы, в Перми в 1921 году им были написаны и позднее опубликованы две заметки по фотометрии комет. После защиты кандидатской диссертации он почти ежегодно публиковал свыше десятка своих научных работ. Круг его научных интересов постепенно расширялся: от динамической космогонии он перешёл к качественной теории траекторий в задачах небесной механики и к теории устойчивости движения. 
Основные труды Н. Д. Моисеева — в области небесной механики. Создатель московской школы небесной механики, он организовал и возглавил кафедру небесной механики в МГУ. Развил качественные методы небесной механики, введя обобщающие характеристики траекторий. Большой цикл его работ посвящён изучению вековых и долгопериодических возмущений в движениях естественных небесных тел, особенно малых планет. Важные результаты этих исследований были получены с помощью впервые введённых им осреднённых (в том числе интерполяционно-осреднённых) теоретических схем. В цикле работ по динамической космогонии дал критический анализ космогонических гипотез.
В работах по теории устойчивости изучал орбитальную устойчивость (исследовал вариационные кривые Хилла), ввёл новые понятия в теорию технической устойчивости, имеющие большое прикладное значение. Ряд работ посвящён теоретической гравиметрии и истории механики.
В числе его работ:
- О некоторых основных вопросах теории происхождения комет, метеоров и космической пыли. (Космогонические этюды), [1—7] // «Труды Гос. астрофизического ин-та». — 1930. — Т. 5. Вып. 1;
- То же, «Труды Гос. астрономического ин-та им. П. К. Штернберга», 1933, т. 5, вып. 2, 1935, т. 6, вып. 1;
- Об определении фигуры геоида нерегуляризированной Земли, «Астрономический журнал», 1933, вып. 4;
- О некоторых общих методах качественного изучения форм движения в проблемах небесной механики, [1—6), «Труды Гос. астрономического ин-та им. П. К. Штернберга», 1936, т. 7, вып. 1, 1939, т. 9, вып. 2, 1940, т. 14, вып. 1, 1945, т. 15, вып. 1;
- О некоторых вопросах теории устойчивости, «Труды Военно-воздушной ордена Ленина академии РККА им. Жуковского», 1939, вып. № 45;
- О некоторых методах теории технической устойчивости, ч. 1, там же, 1945, вып. 135;
- Об интерполяционно-осреднённых вариантах ограниченной задачи трёх точек, «Вестник Московского ун-та», 1950, вып. 1, № 2;
- Очерки развития теории устойчивости, М.—Л., 1949.
- Моисеев Н. Д. Очерки истории развития механики. — М.: Изд-во Моск. ун-та, 1961. — 478 с.

## Награды
- Орден Ленина
- два ордена Красной Звезды
- Орден Отечественной войны II степени

## Память
В честь Моисеева названы кратер на Луне и астероид (3080) Моисеев (укр. 3080 Мойсеєв). Часть стихов, которые писал со времён юности, в 2009 году опубликованы вдовой учёного.

## Семья
Первая жена — Нина Александровна Моисеева (Генкель) (1903—1942), дочь биолога А. Г. Генкеля. Похоронена на Ваганьковском кладбище
- Дочь — Рената Николаевна Моисеева (в первом замужестве Белох, во втором Телепнева) (1926—2001). Зубной врач высшей квалификации, многие годы работала в поликлинике Генерального Штаба ВС СССР
  - Внук — Николай Викторович Белох (1954 — 1993)
  - Внук — Пётр Павлович Телепнев (ок. 1965)
- Сын — Александр Николаевич Моисеев (1927—2000). Инженер ракетной техники

Рената Николаевна, Александр Николаевич и Николай похоронены вместе с родителями и бабушкой (прабабушкой) Лидией Павловной на Ваганьковском кладбище
Вторая жена — Анна Александровна Моисеева (1915—2015)
- Дочь — Наталья Николаевна Перцова (1945—2015), хлебниковед.